# Chillwagon
Chillwagon – polska supergrupa wykonująca pop-rap i trap, powstała z inicjatywny Borixona w 2018 roku. Początkowo skład grupy tworzyli: Borixon, ZetHa, Żabson, Kizo, ReTo i Qry. W późniejszym czasie dołączyli: OlszaKumpel, Szpaku, Majkel Buszu, Młody Tomasz, Wojtas oraz Tede.
Zespół wydał w 2019 roku swój pierwszy album zatytułowany Chillwagon. Następnie w 2020 roku ukazał się krążek grupy 2.0.
Ostatnim utworem grupy jest "3wagon", wydany 23 marca 2022 roku. Od tamtej pory działalność jest zawieszona. W tym samym czasie wydawnictwo Chillwagon.co zmieniło nazwę na SpaceRange.

## Dyskografia

### Albumy studyjne
| Rok  | Tytuł | Pozycja na liście | Sprzedaż       | Certyfikat              |
| Rok  | Tytuł | POL               | Sprzedaż       | Certyfikat              |
| ---- | --- | ----------------- | -------------- | ----------------------- |
| 2019 | Chillwagon - Data: 6 grudnia 2019 - Wydawca: Chillwagon.co - Format: CD, digital download                 | 1                 | - POL: 30 000+ | - ZPAV: platynowa płyta |
| 2020 | Resoraki (oraz Zetha i Qry) - Data: 14 sierpnia 2020 - Wydawca: Spacerange - Format: CD, digital download | 5                 |                |                         |
| 2020 | 2.0 - Data: 18 grudnia 2020 - Wydawca: Chillwagon.co - Format: CD, digital download                       | 8                 | - POL: 15 000+ | - ZPAV: platynowa płyta |

### Single
| Rok  | Tytuł                      | Certyfikat                 | Album              |
| ---- | -------------------------- | -------------------------- | ------------------ |
| 2018 | „Chillwagon”               | - ZPAV: złota płyta        | Chillwagon         |
| 2018 | „Flaga”                    |                            | Chillwagon         |
| 2019 | „Kwit (trailer)”           | - ZPAV: 2× platynowa płyta | Chillwagon         |
| 2019 | „Stukupuku (trailer)”      | - ZPAV: platynowa płyta    | Chillwagon         |
| 2019 | „Rower (trailer)”          | - ZPAV: platynowa płyta    | Chillwagon         |
| 2019 | „Jolka (trailer)”          | - ZPAV: 3× platynowa płyta | Chillwagon         |
| 2019 | „@ (trailer)”              | - ZPAV: diamentowa płyta   | Chillwagon         |
| 2019 | „Wowowo (trailer) [remix]” | - ZPAV: platynowa płyta    | Chillwagon         |
| 2019 | „Tęczowy Music Box”        | - ZPAV: złota płyta        | Chillwagon         |
| 2019 | „Kwit”                     | - ZPAV: złota płyta        | Chillwagon         |
| 2019 | „Stukupuku”                | - ZPAV: złota płyta        | Chillwagon         |
| 2019 | „Rower”                    |                            | Chillwagon         |
| 2019 | „Góra trupów”              |                            | Chillwagon         |
| 2019 | „@”                        | - ZPAV: platynowa płyta    | Chillwagon         |
| 2019 | „Wowowo remix”             |                            | Chillwagon         |
| 2020 | „Thailive”                 | - ZPAV: złota płyta        | 2.0                |
| 2020 | „Jumper”                   | - ZPAV: 4x platynowa płyta | 2.0                |
| 2020 | „Squo”                     | - ZPAV: platynowa płyta    | 2.0                |
| 2020 | „Ziarnko do ziarnka”       | - ZPAV: platynowa płyta    | 2.0                |
| 2020 | „David Hustlehoff”         | - ZPAV: złota płyta        | 2.0                |
| 2020 | „Zbastuj barierkę”         | - ZPAV: złota płyta        | 2.0                |
| 2020 | „Puetfal”                  |                            | 2.0                |
| 2020 | „Jeden jeden”              | - ZPAV: platynowa płyta    | 2.0                |
| 2020 | „Poyebane”                 |                            | 2.0                |
| 2020 | „Huśtawka”                 | - ZPAV: złota płyta        | 2.0                |
| 2020 | „Power Rangers”            |                            | 2.0                |
| 2020 | „Pierwiastki”              |                            | 2.0                |
| 2020 | „Battle Royale”            |                            | 2.0                |
| 2021 | „Młody Tomasz”             | - ZPAV: złota płyta        | singel niealbumowy |
| 2021 | „Puff puff”                | - ZPAV: platynowa płyta    | singel niealbumowy |
| 2021 | „Krowa”                    |                            | singel niealbumowy |
| 2021 | „Camper”                   |                            | singel niealbumowy |
| 2022 | „3wagon”                   |                            | singel niealbumowy |

### Teledyski
| Rok  | Tytuł                 | Reżyseria         | Album              |
| ---- | --------------------- | ----------------- | ------------------ |
| 2018 | „Chillwagon”          | directed by KOOZA | Chillwagon         |
| 2018 | „Flaga”               | directed by KOOZA | Chillwagon         |
| 2019 | „Kwit (trailer)”      | directed by KOOZA | Chillwagon         |
| 2019 | „Stukupuku (trailer)” | directed by KOOZA | Chillwagon         |
| 2019 | „Rower (trailer)”     | directed by KOOZA | Chillwagon         |
| 2019 | „Jolka (trailer)”     | directed by KOOZA | Chillwagon         |
| 2019 | „@ (trailer)”         | directed by KOOZA | Chillwagon         |
| 2019 | „Tęczowy Music Box”   | directed by KOOZA | Chillwagon         |
| 2019 | „Kwit”                | directed by KOOZA | Chillwagon         |
| 2019 | „Stukupuku”           | directed by KOOZA | Chillwagon         |
| 2019 | „Rower”               | directed by KOOZA | Chillwagon         |
| 2019 | „Góra trupów”         | directed by KOOZA | Chillwagon         |
| 2019 | „@”                   | directed by KOOZA | Chillwagon         |
| 2019 | „Wowowo remix”        | directed by KOOZA | Chillwagon         |
| 2020 | „Thailive”            | directed by KOOZA | 2.0                |
| 2020 | „Jumper”              | directed by KOOZA | 2.0                |
| 2020 | „Squo”                | directed by KOOZA | 2.0                |
| 2020 | „Ziarnko do ziarnka”  | directed by KOOZA | 2.0                |
| 2020 | „David Hustlehoff”    | directed by KOOZA | 2.0                |
| 2020 | „Zbastuj barierkę”    | directed by KOOZA | 2.0                |
| 2020 | „Puetfal”             | directed by KOOZA | 2.0                |
| 2020 | „Jeden jeden”         | directed by KOOZA | 2.0                |
| 2020 | „Poyebane”            | directed by KOOZA | 2.0                |
| 2020 | „Huśtawka”            | directed by KOOZA | 2.0                |
| 2020 | „Power Rangers”       | directed by KOOZA | 2.0                |
| 2020 | „Pierwiastki”         | directed by KOOZA | 2.0                |
| 2020 | „Battle Royale”       | directed by KOOZA | 2.0                |
| 2021 | "Puff Puff"           | directed by KOOZA | singel niealbumowy |
| 2021 | "Krowa"               | directed by KOOZA | singel niealbumowy |
| 2021 | "Camper"              | directed by KOOZA | singel niealbumowy |
| 2022 | "3wagon"              | H D S C V M       | singel niealbumowy |